# آلفرد مسل
 آلفرد مسل (انگلیسی: Alfred Messel؛ ۲۲ ژوئیهٔ ۱۸۵۳ – ۲۴ مارس ۱۹۰۹) یک معمار اهل آلمان بود.